# Белоусов, Александр (футболист, 1998)
Александр Белоусов (рум. Alexandr Belousov; род. 14 мая 1998) — молдавский футболист, защитник. Выступал за сборную Молдавии.

## Клубная карьера
Белоусов дебютировал в основном составе «Шерифа» 24 июня 2018 года, выйдя на замену в матче Молдавского национального дивизиона (высшей лиги чемпионата Молдавии) против «Зимбру». 22 сентября 2018 года забил свой первый гол за клуб в матче против «Зари». Осенью 2020 года играл на правах аренды за «Динамо-Авто».
С января 2023 года выступает за болгарский клуб «Спартак» (Варна).

## Карьера в сборной
Выступал за сборные Молдавии до 17, до 19 лет и до 21 года.
В ноябре 2019 года получил вызов в первую сборную Молдавии. Провёл на скамейке запасных матчи против Франции и Исландии. Дебютировал в сборной 18 ноября 2020 года в матче Лиги наций УЕФА против Косова.